# 民主镇 (盘州市)
民主镇，是中华人民共和国贵州省六盤水市盘州市下辖的一个乡镇级行政单位。

## 行政区划
民主镇下辖以下地区：
民主社区、小白岩村、大厂荫村、谭家寨村、下坝村、砂厂村、博地村、锅底塘村、机密村、滑石村、马家厂村、石阶路村、下糯寨村、雨打河村、尖山村、下厂村、滥滩村、李子树村、马龙村、旧屋居村和撒树村。